# 河田槌太郎
河田槌太郎（かわだ つちたろう，1889年8月20日—1964年2月12日）為日本陸軍軍人。最終階級為陸軍中將。

## 經歷
日本北海道上川郡東旭川村（現旭川市東旭川町）出身。1911年（明治44年）5月、陸軍士官学校（23期）畢業。同年12月、任官步兵少尉。
1936年（昭和11年）5月、擔任支那駐屯軍高級副官參加中国抗日战争。1937年（昭和12年）8月、升進步兵大佐，轉任北支那方面軍高級副官。1938年（昭和13年）3月、就任步兵第44連隊長前往滿洲赴任。1940年（昭和15年）3月、晉級陸軍少將擔任獨立混成第10旅團長。中国抗日战争中駐屯濟南，再次參加中国抗日战争。
1941年（昭和16年）7月、轉任近衛混成旅團長。1943年（昭和18年）6月、就任近衛第2師團兵務部長。擔任過第16獨立守備隊長。1943年11月、就任獨立混成第26旅團長，擔任蘇門答臘島守備任務。1944年（昭和19年）6月、晉升陸軍中將，同年7月、替代佐藤幸德前師團長前被駁回，之後仍就任第31師團。於緬甸伊拉瓦底會戰等戰役強行苦戰。

## 著作
- 河原六藏・大塚雅彦編『イラワジ河河畔会戦』朝文社、1995年。